# Кам'яна балка (стоянка)
Кам'яна балка — стоянка пізньої давньокам'яної доби, розташована поблизу хутора Недвиговка М'ясниковського району Ростовської області. Розташована у Кам'яній балці, що є притокою Мертвого Дінця, — правого рукава Дону.
Пам'ятки комплексу цих стоянок стародавньої людини відносяться до Кам'янобалківської культури.

## Історія
Розрізняють майданчики:
- Кам'яна балка 1 — 16,5 тисяч років тому; існувала в холодний, але вологий період з великою кількістю лісу;
- Кам'яна балка 2 — 17,5-18 тисяч років до тому; її заселення пов'язано із тимчасовим поліпшенням клімату у Північному Надозів'ї;
- Третій Мис (Кам'яна балка 3)

## Дослідження
Пам'ятки Кам'яної балки були відкриті Маріанною Гвоздовер у 1957 році. Починаючи з 1958 року вона очолила постійну роботу Ростовської палеолітичної експедиції НДІ і Музею антропології МДУ, що продовжувала розкопки цих пам'яток до 1971 року Стоянка Кам'яна Балка 1 досліджувалася з перервами з 1957 до 2005 року.
Існує стоянка Третій Мис, названа Кам'яна балка 3, що також була виявлена Маріанною Гвоздовер у 1962 році. З 1990 року дослідження стоянки Третій Мис, розпочаті Гвоздовер, веде Нижньодінська археологічна експедиція Державного Історичного Музею під керівництвом Н. А. Хайкунової.
Основні літологічні пласти (пачки) Кам'яної балки розрізняються в основному за забарвленням: бурувато-палевий, палевий, бурий, червоно-бурий, зелений. Стоянка має три культурні шари:
- У самій верхній частині бурої пачки розташовується нижній культурний шар стоянки, потужність якого близько 10 см. Вік шару оцінюється в 18-20 тисяч років.
- У нижній частині палевої пачки розташовано основний культурний шар потужністю 15-20 см. Його вік визначається в інтервалі 13-15,7 тисяч років.
- У нижній частині буро-палевої пачки розташовано верхній культурний шар із знахідками на рівні залягання в 15-25 см. Його вік оцінюється в 12-13 тисяч років.

Найбільш повно вивчена стоянка Кам'яна Балка 2 в культурних шарах якої дослідниками виділені житлові майданчики, спеціалізовані господарські зони, вогнища, скупчення крем'яних артефактів і кісток тварин. Основу колекції знарядь складають звичайні для Кам'янобалківської культури види знарядь — мікропластинки з притупленим краєм, різці, скребки, тронке, пластини та сколи з ділянками ретуші, комбіновані знаряддя, вістря і проколки, стамески та лускаті знаряддя, зубчасто-виїмчасті знаряддя. Ця стоянка є опорним пам'ятником кам'янобалківського комплексу стоянок. На ній представлені три культурні шари, що є залишками трьох різночасних пізньо-давньокам'яних поселень.
На думку багатьох дослідників пам'ятки кам'янобалківської культури дуже схожі з певною стадією розвитку імеретинської культури, а через неї — з давньокам'яною добою Близького Сходу.